# Ictiòfids
Els ictiòfids (Ichthyophiidae) són una família d'amfibis gimnofions composta de tres gèneres. Es distribueixen per Filipines, l'Índia, el sud-est de la Xina, Tailàndia i l'arxipèlag malai fins a la línia de Wallace.
Són caecilians primitius, mancats de moltes característiques que es troben en altres famílies. Per exemple, les seves boques no estan per sota dels seus caps, tenen cues, i tenen nombroses escates en els seus cossos. No obstant això, tenen dos conjunts de músculs per tancar la mandíbula, una característica única per als caecilians, però absent en la família relacionada dels rinatremàtids.
Ponen en cavitats de sòls humits, on s'endinsen en larves que busquen rierols o filtres subterranis, abans de transformar-se en adults. Algunes proves indiquen que les femelles poden protegir els seus ous fins que esclaten.

## Gèneres
- Caudacaecilia (5 espècies) Taylor, 1968
  - Caudacaecilia asplenia
  - Caudacaecilia larutensis
  - Caudacaecilia nigroflava
  - Caudacaecilia paucidentula
  - Caudacaecilia weberi
- Ichthyophis (34 espècies) Fitzinger, 1826
  - Ichthyophis acuminatus
  - Ichthyophis atricollaris
  - Ichthyophis bannanicus
  - Ichthyophis beddomei
  - Ichthyophis bernisi
  - Ichthyophis biangularis
  - Ichthyophis billitonensis
  - Ichthyophis bombayensis
  - Ichthyophis dulitensis
  - Ichthyophis elongatus
  - Ichthyophis garoensis
  - Ichthyophis glandulosus
  - Ichthyophis glutinosus
  - Ichthyophis humphreyi
  - Ichthyophis husaini
  - Ichthyophis hypocyaneus
  - Ichthyophis javanicus
  - Ichthyophis kohtaoensis
  - Ichthyophis laosensis
  - Ichthyophis longicephalus
  - Ichthyophis mindanaoensis
  - Ichthyophis monochrous
  - Ichthyophis orthoplicatus
  - Ichthyophis paucisulcus
  - Ichthyophis pseudangularis
  - Ichthyophis sikkimensis
  - Ichthyophis singaporensis
  - Ichthyophis sumatranus
  - Ichthyophis supachaii
  - Ichthyophis tricolor
  - Ichthyophis youngorum
- Uraeotyphlus (6 espècies) Peters, 1880 
  - Uraeotyphlus interruptus
  - Uraeotyphlus malabaricus
  - Uraeotyphlus menoni
  - Uraeotyphlus narayani
  - Uraeotyphlus oommeni
  - Uraeotyphlus oxyurus